# زبابة بيضاء البطن
زبابة بيضاء البطن (الاسم العلمي: Sorex leucogaster) (بالإنجليزية: Paramushir Shrew)‏ هي نوع من الثدييات يتبع جنس الزبابة من الفصيلة الزبابات.